# Újtikos
Újtikos é um município da Hungria, situado no condado de Hajdú-Bihar. Tem 35,29 km² de área e sua população em 2015 foi estimada em 870 habitantes.